# MmHg
mmHg, millimeter kvicksilver och även kallad torr (efter Torricelli), är en enhet för tryckmätning. Enheten används idag främst inom sjukvården vid angivelser av blodtryck. Den kommer ursprungligen av hur många millimeter kvicksilvret i en kvicksilverbarometer steg respektive sjönk i och med att lufttrycket förändrades.
1 mmHg ≈ 1 Torr och motsvarar 1,36 centimeter vattenpelare eller 133,322 Pa. För komplett omvandlingstabell, se tryck.

## Definition
Trycket från en vätskepelare kan skrivas som
{\displaystyle p=\rho \cdot g\cdot h}
där p är trycket (Pa), {\displaystyle \rho } är densiteten (kg/m³), g är tyngdaccelerationen (m/s²) och h är höjden av vätskepelaren (m).
Vid definitionen av mmHg har densiteten för kvicksilver angetts till 13 595,1 kg/m³. Tyngdaccelerationen vid havsytan varierar mellan 9,78 och 9,83 m/s²  (vid ekvatorn respektive Nordpolen) men 9,80665 ≈ 9,81 m/s² brukar anges som ett medelvärde.
Trycket från 1 mmHg blir då 13 595,1 · 0,001 · 9,80665 = 133,322387 Pascal.
Enheten torr har definierats som en 760-del av normalt atmosfärstryck 101 325 Pascal.
Trycket 1 Torr blir då 101 325 / 760 = 133,322368 Pascal.
Skillnaden mellan enheterna mmHg och torr är mycket liten och kan i de flesta fall försummas.

### Mätning av atmosfärstryck med kvicksilverbarometer

Principskiss av en kvicksilverbarometer.

760 millimeter (0,76 m) kvicksilver motsvarar 13 595,1 · 9,80665 · 0,760 = 101 325 Pa ≈ 101 kPa vilket är normalt atmosfärstryck.
Genom att fylla ett glasrör med en längd på drygt 8 decimeter med kvicksilver och sedan vända detta upp och ner och låta det stå i en skål med kvicksilver kommer rörets överdel att bli lufttomt och balansera mot lufttrycket, och vi har anordnat en kvicksilverbarometer. Genom att mäta höjden på kvicksilverpelaren fås ett mått på lufttrycket, där normalt lufttryck, cirka 100 kPa eller 1000 mbar motsvarar 760 mm kvicksilver. Under lång tid var detta ett vanligt sätt att mäta lufttryck.
I Sverige varierar lufttrycket vanligtvis mellan 950 och 1 050 mbar, eller mellan 713 och 788 millimeter kvicksilver.

### Blodtrycksmätning med kvicksilvermanometer

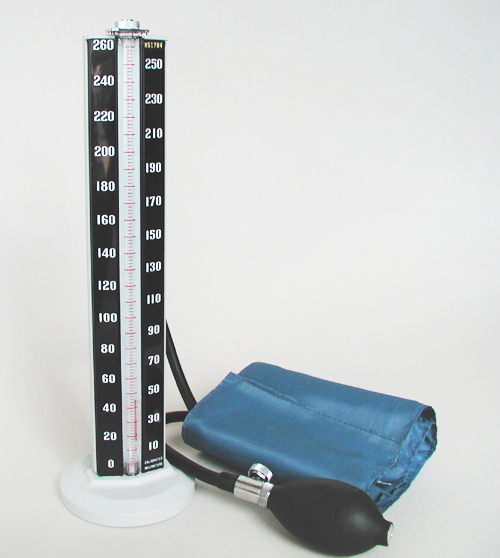
Blodtrycksmanometer som mäter med hjälp av en kvicksilverpelare

Blodtrycket i blodkärlen hos en människa har en pulserande variation med en topp (systoliskt blodtryck) vid hjärtats kontraktion och en lägre nivå (diastoliskt blodtryck) när hjärtat expanderar och fylls på med nytt blod för nästa hjärtslag. Det förekommer att det lägre diastoliska trycket vardagligt anges som "undertryck", men bägge trycken är övertryck relativt atmosfärstrycket. När till exempel ett arteriellt blodprov tas, så strömmar blod ut på ett pulserande sätt, med ett högre flöde under den systoliska fasen och ett lägre vid den diastoliska. 
Mätningen görs genom att anbringa en blodtrycksmanschett på överarmen. Manschetten pumpas upp till dess att blodflödet upphör helt, vilket observeras med stetoskop. I detta ögonblick är trycket i manschetten lika med det systoliska blodtrycket. Därefter lättas trycket i manschetten tills att ett flöde kan observeras även vid den diastoliska fasen. I detta ögonblick är trycket i manschetten lika med det diastoliska blodtrycket.
Genom att ansluta en slang mellan blodtrycksmanschetten och ett rör fyllt med  kvicksilver kan höjden på vätskepelaren mätas och ge ett mått på blodtrycket. Under lång tid var detta ett vanligt sätt att mäta blodtryck, men har ersatts av manometer eller elektronisk visning.
Vid mätning av blodtryck anses "120/80" som normalt, vilket betyder att det systoliska övertrycket är 120 mmHg, eller cirka 16 kPa eller 0,16 bar,ö, medan det diastoliska undertrycket är 80 mmHg, eller knappt 11 kPa eller 0,11 bar,ö. Förhöjt blodtryck bedöms som en medicinsk riskfaktor, där till exempel blodtryck över "180/110" anges som "kraftig hypertoni".
| Omvandlingstabell för tryckenheter | Omvandlingstabell för tryckenheter | Omvandlingstabell för tryckenheter | Omvandlingstabell för tryckenheter | Omvandlingstabell för tryckenheter | Omvandlingstabell för tryckenheter | Omvandlingstabell för tryckenheter | Omvandlingstabell för tryckenheter |
| v • r                              | Pascal                             | bar (a)                            | Atmosfär                           | Teknisk atmosfär                   | Torr                               | Skålpunds-kraft per kvadrattum     | cm vattenpelare                    |
| v • r                              | [Pa]                               | [bar]                              | [atm]                              | [at]                               | [Torr]≈[mmHg]                      | [psi]                              | [cmH2O]                            |
| ---------------------------------- | ---------------------------------- | ---------------------------------- | ---------------------------------- | ---------------------------------- | ---------------------------------- | ---------------------------------- | ---------------------------------- |
| 1 Pa                               | ≡ 1 N/m2                           | 10−5                               | 9,8692×10−6                        | 1,0197×10−5                        | 7,5006×10−3                        | 145,04×10−6                        | 0,0101972                          |
| 1 bar (a)                          | 100 000                            | ≡ 106 dyn/cm2                      | 0,98692                            | 1,0197                             | 750,06                             | 14,5037744                         | 1019,72                            |
| 1 atm                              | 101 325                            | 1,01325                            | ≡ 1 atm                            | 1,0332                             | 760                                | 14,696                             | 1033,23                            |
| 1 at                               | 98 066,5                           | 0,980665                           | 0,96784                            | ≡ 1 kgf/cm2                        | 735,56                             | 14,223                             | 1000,02                            |
| 1 Torr                             | 133,322                            | 1,3332×10−3                        | 1,3158×10−3                        | 1,3595×10−3                        | ≡ 1 Torr; ≈ 1 mmHg                 | 19,337×10−3                        | 1,35951                            |
| 1 psi                              | 6,894×103                          | 68,948×10−3                        | 68,046×10−3                        | 70,307×10−3                        | 51,715                             | ≡ 1 lbf/tum2                       | 70,3072                            |
| 1 cmH2O                            | 98,0665                            | 0,980665×10−3                      | 0,967838×10−3                      | 9,99984×10−4                       | 0,73556                            | 0,0142233                          | ≡ 1 cmH2O                          |